# Command & Conquer: The First Decade
Command & Conquer: The First Decade är en sammanställning av hela Command & Conquer-serien utom Command & Conquer: Sole Survivor, alla anpassade för att vara kompatibla med Windows XP. Kompilationen släpptes den 7 februari 2006 på en DVD och såldes i prisklassen för ett vanligt datorspel. Det medföljer även en bonus-DVD med extramaterial (intervjuer, concept art etc.), en A3-plansch samt en 70-sidig manual.

## Inkluderade spel
- Command & Conquer (1995)
  - The Covert Operations (expansion) (1996)
- Command & Conquer: Red Alert (1996)
  - Counterstrike (expansion) (1997)
  - The Aftermath (expansion) (1997)
- Command & Conquer: Tiberian Sun (1999)
  - Firestorm (expansion) (2000)
- Command & Conquer: Red Alert 2 (2000)
  - Yuri's Revenge (expansion) (2001)
- Command & Conquer: Renegade (2002)
- Command & Conquer: Generals (2003)
  - Zero Hour (expansion) (2003)